# 투다멩구 칸

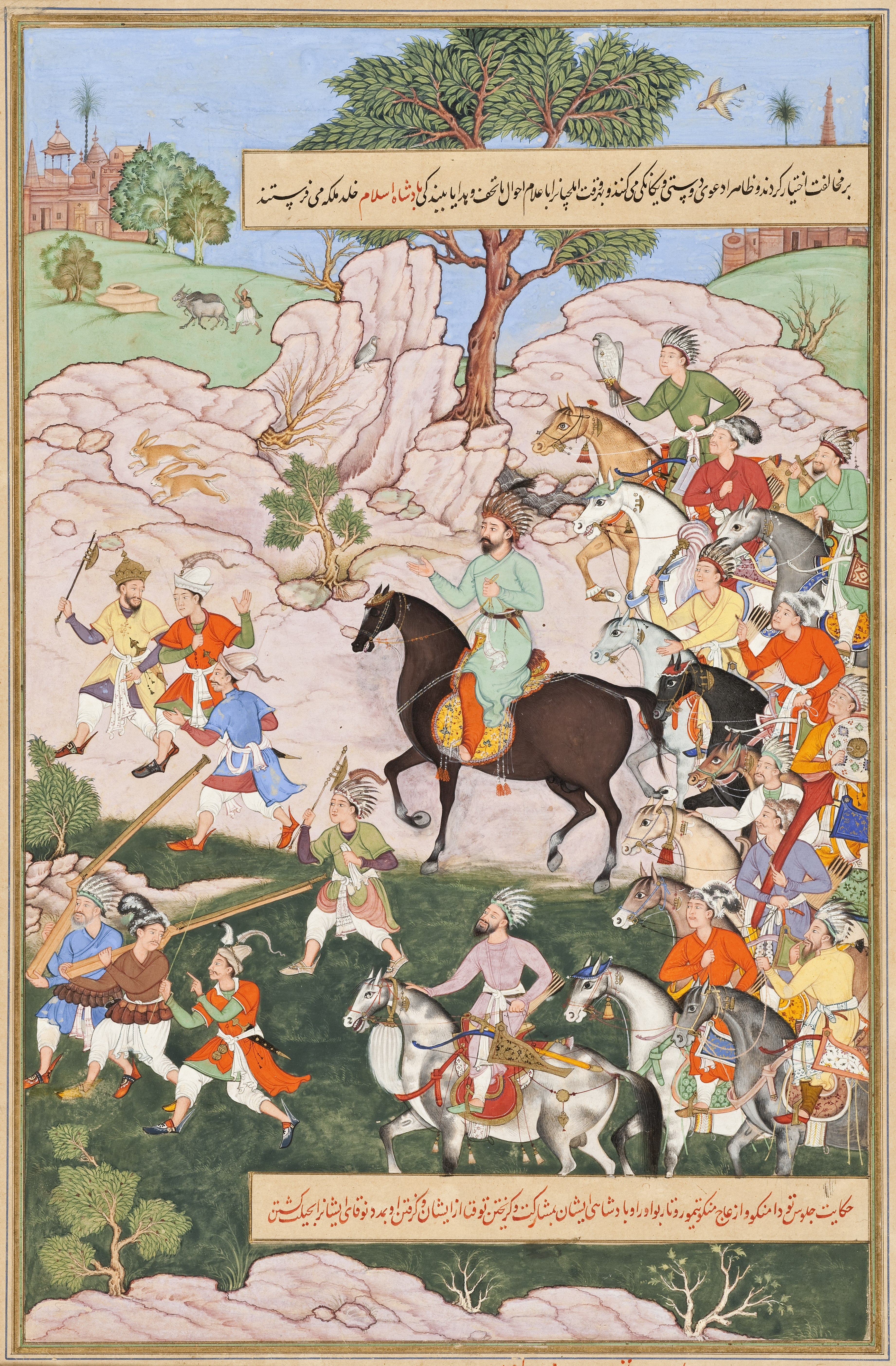

투다멩구(? ~ 1287년)는 킵차크 한국의 제 5대 칸(재위 1280년 - 1287년)이었다. 그는 토코칸의 아들이며 바투 칸의 외손자로, 만그 티무르의 형제였다.
그는 1283년 이슬람으로 개종하였다. 그의 종교 때문에 투다멩구는 일 한국과 싸우기를 원치 않았다. 그러나 그는 이집트의 마믈루크 술탄과는 연락이 잘 되었는데 일한국과 마믈루크는 대적 중이었다. 1284년과 1285년에 두 차례에 걸쳐 헝가리를 공격했으며, 라시드 앗딘의 집사에 의하면 쿠빌라이와 좋은 관계를 유지하기를 원하여 아들을 원나라에 볼모로 보냈다고 한다.
그의 치세 중에 노가이 칸의 영향력이 킵차크 한국 내에 증가하였고, 결국 1287년 노가이 칸의 압력으로 조카인 탈라부가에게 양위하였다.
| 전임 만그 티무르 | 제5대 킵차크한국의 칸 1280년~1287년 | 후임 탈라부가 칸 |